# Мадрид
Мадрид (шп. Madrid) је главни град Краљевине Шпаније и аутономне заједнице Мадрид. Регион (Мадрид са околином) се са око 5 милиона становника убраја у највеће европске метрополе. Сам град Мадрид (без предграђа) је са својих 3,1 милион становника, после Берлина, други највећи град у Европској унији.
Мадрид је, како од националног, тако и од интернационалног значаја за трговину и финансије и политички је и културни центар Шпаније. Главни град је средиште шпанске управе, па осим краља, у њему живе католички бискуп и важни припадници владе и војске. Овде је смештено шест универзитета, разне високе школе, многа позоришта, музеји и друге културне установе.

## Историја
Мадрид је за европске односе млада метропола. У периоду од 852. до 886. године подигнуто је маварско утврђење (алкасар) на месту данашње мадридске краљевске палате. Утврђено место било је названо Магерит, а од 939. Мадшрит и од 1038. Мадрид. Градске зидине из периода арапске владавине одржале су се до данас. 1309. одржан је први састанак Кастиљанског градског парламента (Cortes de Castilla) на челу са Фернандом IV.
Заседањем парламента 1561, као и заседањем 1588. управе из недалеко смештеног Толеда на челу са Фелипеом II почео је успон града. Изузев мањег прекида у периоду од 1601. до 1606, Мадрид је званично био главни град Шпаније, што је и данас. Део Мадрида кога су подигли шпански Хабзбурговци и данас се зове аустријски Мадрид (“El Madrid de los Austrias”). У овом периоду саграђени су Пуерта дел Сол, Дескалзас Реалес, Паласио де Уседа, Пласа де ла Виља и знаменито дело хабзбуршке архитектуре Пласа Мајор као и катедрала Сан Исидро.
Између 1701. и 1713. године Шпанија је била у рату, а 1706. уследила је енглеска и португалска владавина. Од 1808. до 1813. Мадрид је био у француском поседу и тада је краљ био Жозеф Бонапарта, старији Наполеонов брат. Наравно да Жозеф и његова жена Жили нису били прихваћени тако да заправо ни нису били прави владари. Устанци због њихове наводне владавине почели су да се дижу од 2. маја 1808. године. Ови освајачи или, боље рећи пролазници, су срушили манастир и целу једну градску четврт, како би направили трг.
Од 1833. до 1876. године био је још један рат, а притом је беснела и епидемија колере. 1873. године проглашена је прва република под диктатором Емилијом Кателаром, а 1923. уследила је војна диктатура под генералом Мигелом Примом де Ривером. У Мадриду је 14. априла 1931. проглашена Друга Република. У Шпанском грађанском рату вођеном од 1936. до 1939. године, до 28. марта Мадрид је претрпео велика разарања италијанским и немачким бомбардовањем. После рата диктатура Франсиска Франка спроводила се до 1975. Поводом тога од 1965. до 1973. одржавани су стални штрајкови и протести студената. Након Франкове смрти 1975. године краљ Хуан Карлос I спровео је демократизацију.
Године 2004, је био мета исламских терориста и тада је погинуло 192 људи.

## Географија
Мадрид се налази у срцу Шпаније на 665 m надморске висине (главни град са највећом надморском висином у Европи), смештен је на обали мале реке Манзанарес и припада историјском пределу Кастиље. Северозападно од града издиже се планина Сијера де Гвадарама са врхом Пењалара висине 2.429 m. На истоку се пружа долина Енарес прожета железничким и ауто-путевима који воде до Сарагосе и Барселоне. Око 50 km јужно, на Таху, смештен је Толедо, некадашњи главни град Кастиље.

### Клима
Мадрид има суву и топлу климу. Његову континенталну климу одликују екстремне температуре: лета су топла, а зиме кратке и интензивно хладне. Просечна годишња температура износи 15 °C. Лета су сува и веома топла. Просечна температура у јулу и августу износи 25 °C. Зиме у Мадриду су хладне и суве. Снежне падавине су ретке, али се могу јавити крајем децембра и у јануару. Најхладнији месец је јануар са просечном температуром од 6 °C.
| Клима (Мадрид)              | Клима (Мадрид) | Клима (Мадрид) | Клима (Мадрид) | Клима (Мадрид) | Клима (Мадрид) | Клима (Мадрид) | Клима (Мадрид) | Клима (Мадрид) | Клима (Мадрид) | Клима (Мадрид) | Клима (Мадрид) | Клима (Мадрид) | Клима (Мадрид) |
| Показатељ \ Месец           | .Јан.          | .Феб.          | .Мар.          | .Апр.          | .Мај.          | .Јун.          | .Јул.          | .Авг.          | .Сеп.          | .Окт.          | .Нов.          | .Дец.          | .Год.          |
| --------------------------- | -------------- | -------------- | -------------- | -------------- | -------------- | -------------- | -------------- | -------------- | -------------- | -------------- | -------------- | -------------- | -------------- |
| Апсолутни максимум, °C (°F) | 19,9 (67,8)    | 22,0 (71,6)    | 26,0 (78,8)    | 30,1 (86,2)    | 34,3 (93,7)    | 38,8 (101,8)   | 39,5 (103,1)   | 40,6 (105,1)   | 37,0 (98,6)    | 30,0 (86)      | 22,7 (72,9)    | 18,6 (65,5)    | 40,6 (105,1)   |
| Средњи максимум, °C (°F)    | 9,7 (49,5)     | 12,0 (53,6)    | 15,7 (60,3)    | 17,5 (63,5)    | 21,4 (70,5)    | 26,9 (80,4)    | 31,2 (88,2)    | 30,7 (87,3)    | 26,0 (78,8)    | 19,0 (66,2)    | 13,4 (56,1)    | 10,1 (50,2)    | 19,4 (66,9)    |
| Просек, °C (°F)             | 6,1 (43)       | 7,9 (46,2)     | 10,7 (51,3)    | 12,3 (54,1)    | 16,3 (61,3)    | 21,0 (69,8)    | 24,8 (76,6)    | 24,4 (75,9)    | 20,5 (68,9)    | 14,6 (58,3)    | 9,7 (49,5)     | 7,0 (44,6)     | 14,6 (58,3)    |
| Средњи минимум, °C (°F)     | 2,6 (36,7)     | 3,7 (38,7)     | 5,6 (42,1)     | 7,2 (45)       | 10,7 (51,3)    | 15,1 (59,2)    | 18,4 (65,1)    | 18,2 (64,8)    | 15,0 (59)      | 10,2 (50,4)    | 6,0 (42,8)     | 3,8 (38,8)     | 9,7 (49,5)     |
| Апсолутни минимум, °C (°F)  | −10,1 (13,8)   | −9,1 (15,6)    | −5,1 (22,8)    | −1,6 (29,1)    | 0,6 (33,1)     | 4,4 (39,9)     | 8,5 (47,3)     | 9,2 (48,6)     | 4,0 (39,2)     | 0,4 (32,7)     | −3,4 (25,9)    | −9,2 (15,4)    | −10,1 (13,8)   |
| Количина падавина, mm (in)  | 37 (14,6)      | 35 (13,8)      | 26 (10,2)      | 47 (18,5)      | 52 (20,5)      | 25 (9,8)       | 15 (5,9)       | 10 (3,9)       | 28 (11)        | 49 (19,3)      | 56 (22)        | 56 (22)        | 436 (171,7)    |
| [ тражи се извор ]          |                |                |                |                |                |                |                |                |                |                |                |                |                |

## Становништво
Средином 16. века Мадрид је доживео значајан пораст становништва. Ово повећање је посебно било значајно у периоду од 1940. до 1970. године, када је број становника, због унутрашње миграције, био утростручен. Од седамдесетих година, овај пораст успорава и почиње да опада број становника, да би опет од 1995. године тај број почео да се повећава. Према процени, у граду је 2008. живело 3.213.271 становника,
 а према подацима из 2011. године, број становника у Мадриду износио је 3.265.038 становника.
Као главни град Шпаније, привукао је имигранте из целог света. Око 83,2% становништва Мадрида чине Шпанци, док 16,2% чине имигранти из Латинске Америке, Европе, Азије, северне Африке, западне Африке.
| 1981.     | 1989.     | 1991.     | 2001.     | 2002.     |
| --------- | --------- | --------- | --------- | --------- |
| 3.158.818 | 3.010.492 | 2.909.792 | 2.938.723 | 2.938.723 |

## Економија

### Туризам

#### Пуерта дел Сол
Данас је Пуерта дел Сол (шп. Puerta del Sol) средиште мадридског живота, врви људима и све је пуно енергије. Згодан симболички приказ важности овога трга јесте и Тачка нултог километра, која означава средишње место шпанске уличне мреже.
Тргом доминира Каса де Кореос (шп. Casa de Correos), некада зграда Поште, а данас седиште мадридске локалне самоуправе. Грађевина је препознатљива по сату који се на њој налази, и познат је по томе што га милиони погледа обасипају на новогодишње вече, јер се управо он сматра ”службеним бројачем”. Уз тај сат веже се занимљива традиција. Наиме, кад започне Нова година, људи поједу по једно зрно грожђа за сваки откуцај сата (12 пута), а верује се да то доноси срећу у остатку године.
На овом месту се, такође, налази и симбол Мадрида - бронзани споменик медведа који једе плодове јагодњака (Arbutus unedo) (шп. El Oso y El Madrono). Исти симбол налази се и на мадридском грбу. Постоје одређене расправе око тога што је заправо приказано, јер многи сматрају да се не ради о јагодњаку, него сродној биљци која је некада расла у изобиљу на подручју Мадрида, а постоје и присталице теорије по којој је мадридски симбол првобитно приказивао мечку, а не мужјака.

#### Лас Вентас
Плаза де Торос де Лас Вентас (шп. Plaza de Toros de las Ventas) популарна је мадридска арена за борбу с биковима (корида). Дизајнирана је у неомаварском стилу, налази се у градској четврти Саламанке, а свечано је отворена 1931. године. Има 24.000 места за седење, што је чини највећом таквом грађевином у Шпанији, те трећом на свету, након оних у Мексику и Венецуели.
Седишта су подељена у 10 редова, док се цена одређује по томе колико су близу борилишту. 
На самој арени налази се пет врата, плус троја кроз која улазе бикови. Највећа врата зову се Пуерта Гранде (шп. Puerta Grande), позната и као ”Врата Мадрида”, а пролазак кроз њих сан је сваког тореадора, као што су били Антонио Биенвенида и Хосе Куберо, чија се два споменика налазе испред грађевине.

### Саобраћај
Мадрид представља највеће железничко чвориште, од кога иду најважније линије у земљи ка већим обласним средиштима и иностранству. Затим, поред Барселоне, има један од најгушћих метро система на свету. Град има три железничке станице: Аточа, Чамартин и Викалвара.
Мадридски метро се састоји од 12 линија класичног метроа и три линије лаког метроа, а укупна дужина мреже износи 293 km. Лаки метро представља трамвајски превоз у урбаним деловима града. Својства су слична модерном трамвају, а једна од битних карактеристика је систем делимично или потпуно одвојен од друмског саобраћаја, са засебним и резервисаним шинама и сопственом сигнализацијом.
Најважније ваздухопловно чвориште у Шпанији је мадридски аеродром „Барахас“, који се налази на свега 12 km североисточно од средишта Мадрида. То је један од највећих светских аеродрома. Овај аеродром је главна веза између Европе и Латинске Америке. Он има 4 огромна терминала.

### Привреда
Привреда града Мадрида је најразвијенија међу шпанским градовима и на четвртом је месту међу европским. БДП по глави становника износио је $35.372 у 2005. години. БДП расте у последњих неколико година брже него у осталим деловима Шпаније. Главна економска активност у граду су услуге, које чине 85% од укупног броја. Посебно су финансијске услуге које чине 31,91% од укупног, трговина 31,84%, у оквиру које је укључен туризам (око 10%) и остале услуге са 21,23%. Главни центри запошљавања и допринос БДП града Мадрида су сам аеродром и „ИФЕМА“, сајам града. Индустрија у граду Мадриду губи тежину мало по мало, да би се преселила у општине градског подручја. Ипак, индустрија остаје значајан проценат у градском буџету. Изградња је најбржи растући сектор Мадрида, процењује се 8,2% у 2005. години. Мадрид је последњих неколико година постао један од најпосећенијих градова у Европи, одмах иза Париза, Лондона и Рима и најпосећенији је град у Шпанији. У граду има много активности туристичког, рекреативног и културног карактера.

## Култура

### Књижевност
Мадрид је један од највећих центара шпанске књижевности. У овом граду рођени су неки од најбољих писаца шпанског Златног века, као што су Лопе де Вега (шп. Lope de Vega), реформатор шпанског позоришта. Његов рад је наставио Калдерон де ла Барка (шп. Calderón de la Barca). Познато дело овог драмског писца је „Живот је сан“ (шп. La vida es sueño). Франсиско де Кеведо је шпански племић и писац познат по својим сатирама, које су критиковале шпанско друштво тога времена, и по томе што је аутор књиге El Buscón. Још један од чувених писаца је Тирсо де Молина (шп. Tirso de Molina), који је створио чувени лик Дон Xуана. Поред тога, Сервантес и Гонгора такође су живели у Мадриду, иако они нису били тамо рођени.
Поред ових писаца, у овом граду богате историје и културе, рођени су и Леандро Фернандез де Моратин (шп. Leandro Fernandez de Moratín), Мариано Хосе де Лара (шп. Mariano José de Larra), Хосе де Ечегарај (шп. Jose de Echegaray), Рамон Гомес де ла Серна (шп. Ramón Gómez de la Serna), Педро Салинас (шп. Pedro Salinas), Дамасо Алонсо (шп. Dámaso Alonso) и Енрике Хардиел Понсела (шп. Enrique Jardiel Poncela).
Мадрид је дом Шпанске краљевске академије. Академија је створена 1713. године иницијативом Хуана Мануела Фернандеза Пачека (шп. Juan Manuel Fernández Pacheco). Она је међународно важна, културна институција, посвећена доношењу закона чији је циљ промовисање језичког јединства унутар Шпаније, али и у другим хиспанским државама.
У Мадриду је основан и Институт Сервантес (шп. Instituto Cervantes), најпознатија школа шпанског језика у свету, чији је задатак промоција и учење језика, као и ширење културе Шпаније и Латинске Америке.
Национална библиотека Шпаније (шп. Biblioteca Nacional de España) је главна јавна библиотека, највећа у Шпанији. Колекција библиотеке се састоји од више од 26.000.000 ставки, укључујући 15.000.000 књига и других штампаних материјала, 30.000 рукописа, 4.500.000 графичких материјала, 90.000 електронских докумената, итд.

### Музеји
Мадрид је познат по великом броју музеја, међу којима се највише истичу музеји уметности. У улици Paseo del Prado налазе се три оваква музеја од светског значаја, због чега је овај крај познат и као златни троугао уметности. То су Музеј Прадо, Национални музеј и уметнички центар Краљица Софија и Музеј уметности Тисен-Борнемица.

#### Музеј Прадо
Музеј Прадо (шп. Museo del Prado) је најчувенији музеј класичне уметности у Шпанији, а и један од бољих уметничких музеја у свету, посвећен углавном сликарству. Налази се у централном делу Мадрида, у области која је некада била прекривена повртњацима по којима је музеј добио назив. Зграда је у неокласичном стилу, стара је више од две стотине година а дизајнирао ју је архитекта Хуан де Виљануева. Изграђена је 1785. године за време владавине краља Карлоса III. Он је у то време био импресиониран монументалним грађевинама у Риму, Лондону а нарочито музејем Лувр у Паризу па је желео да и Шпанија достигне тај ниво у култури. Иако је зграда првобитно осмишљена као природњачки музеј, претворена је касније у „Краљевски музеј слика и скулптура”, на иницијативу краљице Марије Изабеле од Браганса, жене Фердинанда VII. Фонд музеја су чинила дела сакупљана преко три стотине година, из различитих колекција шпанских краљева из династије Хабзбурга и Бурбона. За јавност је први пут отворен 19. новембра 1819. године, а након прогона Изабеле II преименован је у Музеј Прадо.
Колекција је највише фокусирана на шпанска, италијанска и фламанска дела, тако да музеј нуди опсежан преглед западног сликарства. Поседује најобимнију колекцију шпанског сликарства у свету, око 4000 слика. Садржи око 2000 дела фламанских и италијанских сликара и више од 300 слика француских и других уметника. По броју ремек-дела које чува, може се уврстити у најбогатије галерије света. Посебно су занимљиве изванредне колекције шпанских сликара Веласкеса, Гоје, Ел Грека, Хосеа де Рибере, Франсиска Сурбарана. Међу италијанским уметницима се истичу дела Рафаела, Ботичелија, Тицијана, Тинторета и Каравађа, а од фламанских уметника ту су дела Рубенса, Рембранта, Вејдена, Ван Дајка.. А најпознатија међу свим делима је свакако Веласкесова слика, „Младе племкиње“ (шп. Las Meninas). Од осталих дела издвајају се: „Бахов Тријумф“, „Нага Маја“, „Породица Карлоса IV“, „Три грације“, „Аутопортрет Дуера“, „Врт уживања“, „Распеће“, „Портрет племића са руком на грудима“, „3. мај 1808“ и многе друге.
Осим уметничких слика, музеј има и богату збирку скулптура (око 1000) из грчко-римског, ренесансног и каснијих периода. Затим око 6000 цртежа, графика, кованих новчића, ордена, медаља и других украсних предмета од керамике и порцелана.
Током шпанског грађанског рата уметничка дела су више пута била одвођена из музеја како би се заштитила од потенцијалних бомбардовања. Почетком Другог светског рата већина њих је враћена у Мадрид, а 1872. године музеј је у своју колекцију уврстио и бројна уметничка дела која су до тада била у поседу шпанских манастира. 
Захваљујући разним донацијама, колекција музеја се временом све више богатила. Ипак, услед недостатка простора, била су честа пресељења уметничких дела. Тако је 1992. године Прадо напустила славна Пикасова Герника(шп. Guernica), а потом и дела настала почетком XX века. Та дела су касније послужила као основа за колекцију оближњег музеја Краљица Софија(шп. Reina Sofía).
У XX веку комплекс је проширен, изграђена је и галерија за привремене изложбе а између 1900. и 1960. године музеју су прикључене две оближње зграде: Casón del Buen Retiro i Salón de Reinos. Комплекс се стално шири и надограђује тако да би се данас могло рећи да сачињава мању градску четврт.

#### Национални музеј и уметнички центар Краљица Софија
Национални музеј и уметнички центар Краљица Софија (шп. Museo Nacional Centro de Arte Sofía) или само Краљица Софија (шп. Reina Sofía) је шпански музеј модерне уметности. Смештен је у неокласичној згради из XVIII века која је некада представљала болницу. Дизајнирао ју је Хосе де Ермосиља а потом Франсиско Сабатини између 1776. и 1781. године, и тренутно је позната као зграда Сабатини у част чувеног италијанског архитекте. Године 1986, зграда је претворена у Центар уметности (шп. Centro del Arte) а након 1988. године постала је Национални музеј и уметнички центар Краљице Софија. Музеј је 10. септембра 1992. године свечано отворио своја врата.
Музеј је углавном посвећен шпанској уметности XX века. Заступљене су пре свега уметничке слике, скулптуре и фотографије. Могу се видети изузетне колекције двојице најзначајнијих шпанских уметника XX века, Пабла Пикаса и Салвадора Далија. Почасно место заузима Пиакасово ремек-дело „Герника“, посвећено шпанском грађанском рату. Налазе се и дела других познатих уметника попут Хуана Гриса, Жоана Мироа, Хулиа Гонзалеза, Пабла Серана, Луиса Гордиље и других. Колекција која се налази у музеју обухвата период од XX века и подељена је на 3 дела: дела од 1900-1945. године, од 1945-1968 и од 1962—1982. године.
У музеју се налази и библиотека која располаже колекцијом од преко 100.000 монографија и брошура, 1000 магазина и 1000 видеа. Године 2005, музеј је проширен од стране француског архитекте Жана Ноувела (шп. Jean Nouvel) тако да данас музеј представља комплекс објеката који га чине. Подељен је на две зграде, Сабатини и Ноувел, и два изложбена простора у Парку дел Ретиро ( шп. Parque del Retiro): Кристалну дворану (шп. El Palacio de Cristal) и Палату Веласкес (шп. El Palacio de Velázquez). Обе палате је изградио Рикардо Веласкес Боско.

#### Музеј Тисен-Борнемиса
Музеј Тисен-Борнемиса (шп. Museo Thzssen-Bornemisza) је један од највећих музеја приватне колекције сликарства у свету. Колекција је започела 1920. године као приватна колекција Хајнриха Барона Тисен-Борнемиса коју је потом развио његов син, Барон Ханс Хајнрих. Првобитно је била смештена на породичном имању у Лугану. Године 1988, Барон је желео да прошири објекат али му градски савет није дозволио. На предлог његове супруге, колекција је пребачена у Шпанију, у зграду поред музеја Прадо. Музеј је званично отворен 1992. године, а годину дана касније га је купила шпанска влада.
Музеј садржи више од 1600 радова најзначајнијих уметника од XIII до XX века. Већина сликарских праваца има своје представнике, а неки од њих су: Пол Сезан, Гистав Курбе, Салвадор Дали, Антонис ван Дајк, Пол Гоген, Франсиско Гоја, Ел Греко, Винсент ван Гог, Клод Моне, Кандински, Мондријан, Кле, Едуар Мане, Миро, Тицијан, Едвард Мунк, Камиј Писаро, Рембрант, Петер Паул Рубенс, Тинторето... Осим уметничких слика, у музеју се налазе скулптуре и резбарија.

#### Национални археолошки музеј
Национални археолошки музеј (шп. El Museo Nacional de Antropología) нуди збирку предмета различитих народа од периода праисторије па до средњег века.

#### Музеј шунке
Веома необичан и потпуно другачији од свих осталих музеја је Музеј шунке (шп. Museo de Jamón). Карактеристичан је по шунки која виси са таваница и на зидовима и која се стално мења како би свеже мирисала. Музеј представља једну од незаобилазних туристичких атракција у Мадриду и место на коме се могу наћи све врсте шпанских шунки и сира.

#### Музеј робота
Музеј робота (шп. El museo del Robot) је један однедавно отворених музеја у Мадриду. Колекција обухвата 140 робота, међу којима се налазе и чувени Аибо-роботи. Оснивачи наводе да представља највећи музеј робота у Европи.

#### Остали музеји
- Музеј Америке (шп. Museo de América)
- Музеј костима
- Национални музеј декоративних уметности
- Национални музеј романтизма (шп. Museo Nacional del Romanticismo)
- Музеј ваздухопловства (шп. Museo del Aire)
- Национални музеј природних наука (шп. Museo Nacional de Ciencias Naturales)
- Музеј Сералбо (шп. Museo Cerralbo)
- Музеј Сороља (шп. Museo Sorolla)
- Музеј Ласаро Галдијано
- Музеј ковнице (шп. Museo Casa de la Moneda)
- Музеј железнице (шп. Museo del Ferrocarril de Madrid-Delicias)
- Музеј рударства (шп. Museo Geominero)
- Музеј воштаних фигура (шп. Museo de Cera)
- Афрички музеј
- Историјски музеј
- Поморски музеј
- Музеј науке и технологије (шп. Museo de Ciencia y Tecnología)
- Музеј ватрогасаца (шп. Museo de los Bomberos)[13]

### Архитектура
Архитектуру у Мадриду чине разни архитектонски стилови који су се, током дуге историје Шпаније, смењивали.

#### Средњовековна архитектура
Од средњовековне архитектуре постоји свега неколико очуваних грађевина у Мадриду које свакако треба споменути: Мудехар куле Свети Николас (шп. San Nicólas) и Свети Педро (шп. San Pedro el Viejo), Палата породице Лухан (шп. la Casa y Torre de los Lujanes), Готичка црква Светог Херонима (шп. San Jerónimo el Real), део манастира који су саградили католички владари у XV веку и Бискупска капела (шп. Capilla del Obispo de Madrid). Из историјских докумената сазнајемо да је град некада био опасан зидинама и да се у њему налазио дворац Алкасар (шп. Alcázar) на чијем се месту данас налази Краљевска палата.

#### Ренесанса
Из периода ренесансе такође нема пуно грађевина али најрепрезентативнији су Мост Сеговије (шп. Puente de Segovia) и Манастир босоногих краљева (шп. Monasterio de las Descalzas Reales).

#### Архитектура за време династије Хабзбурга
У XVI веку, доласком династије Хабзбурговаца и под њиховим утицајем, почео је да се развија хови архитектонски стил. Материјал који су користили био је опека. Међу главним архитектама за време владавине краља Филипа II издвајају се Франсиско де Мора (шп. Francisco de Mora) и његов рођак, Хуан Гомес де Мора (Juan Gómez de Mora). Он је заслужан са изградњу La casa de la Villa, Палату савета (шп. Palacio de los Consejos), Палата Санта Круз, данашње Минстарство спољних послова и сарадње Шпаније (шп. Ministerio de Asuntos Exteriores y de Cooperación de España).
У време Филипа II је започета изградња манастира Ескоријал (шп. Monasterio de El Escorial). Краљ је одлучио да у Мадрид уведе стил који је тада био популаран у холандској архитектури, што ће нарочито бити присутно у XVII и XVIII веку. Овај стил се знатно разликовао од некадашњег арапског, кога су одликовали плочасти кровови. Овај манастир је дело архитекте Хуана де Ерере (шп. Juan de Herrera) и изграђена је 1584. године. Он је, такође, изградио Мост Сеговије(шп. Punte de Segovia).
Током владавине Филипа III изграђен је велики број културних објеката. Из овог периода датира Манастир Convento de las Carboneras del Corpus Christi. За време Филипа IV завршена је изградња Палате Buen Retiro, а од црквених грађевина ту су Државна школа тј. језуитска образовна институција или Школа Светог Педра и Пабла (шп. El Colegio Imperial de la Compañía de Jesús o El Colegio de San Pedro y San Pablo de la Compañía de Jesús en la Corte) и Црква светог Антонија Португалског (шп. La iglesia de San Antonio de los Portugueses). La casa de la Villa је дуго грађена и више архитеката је учествовало у том пројекту. Градњу је започео Хуан Гомес де Мора (шп. Juan Gómez de Mora), преузео Хосе де Виљареал (шп. José de Villareal), а завршио Хосе дел Олмо (шп. José del Olmo) крајем XVII века.

#### Барок
У XVII веку, након доласка италијанског архитекте Крезензија, барок је постао званичан стил шпанског племства и католичке цркве. Он је извршио велики утицај на шпанске уметнике. Међу првим градитељима барокних грађевина истакао се већ поменути Хуан Гомес де Мора: Црква Отелотворења (шп. El Real Monasterio de la Encarnación), La casa de la Panаdería (општински и културни објекат), али и Педро Санчес (шп. Pedro Sánchez).
Једна од првих показатеља барокног стила је црква Свети Исидор (шп. Iglesia de San Isidoro), коју је изградио Педро Санчес. Значајна су и талентована браћа Ћуригера, Хосе, Алберто и Хоакин (шп. José Benito Churriguera, Alberto Churriguera y Joaquín Churriguera), која су у периоду од 1690—1733. године изградила неке од најлепших грађевина: цркву Светог Кајетана (шп. Iglesia de san Cayetano) и Краљевска Академија ликовних уметности Свети Фернандо (шп. Real Academia de Bellas Artes de San Fernando). На њиховим грађевинама се уочава велики број декоративних украса у облику цвећа и воћа, која ће и неки каснији уметници преузети у својој градњи. Њихов китњаст стил је следио и Педро де Рибера, а дела која најбоље сведоче о томе су Историјски музеј (шп. Real Hospicio del Ave María y San Fernando), црква Монтсерат (шп. Iglesia de Nuestra Señora de Montserrat), Мост Толеда (шп. El Puente de Toledo), као и Палата цвећа (шп. Palacio Miraflores). Године 1734, је избио пожар у Краљевској палати (шп. Real Alcázar de Madrid) па је краљ Филип V наредио изградњу нове палате. Филиппо Јувара је започео пројекат изградње годину дана касније, а потом је преузео Ђовани Батиста Саћети (шп. Giovanni Battista Sachetti).

#### Неокласичан стил
У XVIII веку, доласком династије Бурбона на власт, јавља се барок а потом неокласичан стил у архитектури. Репрезентативне грађевине из овог периода су Врата Алкале (шп. La Puerta de Alcalá), Краљевска осматрачница (шп. El Observatorio Astronómico Nacional de España), Базилика Светог Франсиска Великог (шп. San Francisco el Grande), Зграда поште (шп. Real Casa de Correos), Општа болница (шп. Hospital General) а касније Музеј Краљица Софија (шп. Museo Reina Sofía), Историјски музеј (шп. Real Hospicio del Ave María y San Fernando), Краљевска палата (шп. Palacio Real), Врата Сан Висентеа (шп. Puerta de San Vicente), Министарство финансија (шп. Real Casa de Aduana), Краљевска Ботаничка башта (шп. Real Jardín Botánico de Madrid), Музеј Прадо(шп. Museo del Prado).
Архитекте које су обележиле овај период су: Дијего де Виљануева (шп. Diego de Villanueva), Вентура Родригез (шп. Ventura Rodríguez), Франческо Сабатини (шп. Francesco Sabatini).

#### XIX век
Средином XIX века Мадрид је модернизован па су се појавила нова насеља и споменици као што су Краљевско позориште (шп. Teatro Real), Гробље де ла Алмудена (шп. Cementerio de la Almudena), Кристална палата (шп. Palacio de Cristal), Базилика госпе од Атоће (шп. Basílica de Nuestra Señora de Atocha) и многе друге.

#### XX век
У XX веку изграђени су:
- Године 1901, Споменик Алфонсу XII (шп. Monumento a Alfonso XII)
- Године 1902, Палата Лонгорија (шп. Palacio de Longoria)
- Године 1902, Лирско позориште (шп. Teatro Lírico)
- Године 1908, Кућа Перез Виљамил (шп. Casa Pérez Villaamil)
- Године 1910, Црква светог Мануела и Светог Бенита (шп. Iglesia de San Manuel y San Benito)
- Године 1911, Институт Сервантес (шп. Instituto Cervantes)
- Године 1916, Палата Бермехиљо (шп. Palacio Bermejillo)
- Године 1918, Кућа Томас Аљенде (шп. Casa Tomás Allende)
- Године 1906, Круг Лепих уметности
- Године 1984, Стаклени павиљон (шп. Pabellón de Cristal)
- Године 1992, Станица Атоћа (шп. Estación de Atocha)
- Године 1993, Мадридска катедрала (шп. Catedral de Madrid)

#### XXI век
У XXI веку изграђене су многе грађевине попут:
- Године 2002, Народна библиотека де Исера (шп. Biblioteca Pública de Уsera)
- Године 2005, Музеј краљица Софија (шп. Museo Reina Sofía)
- Године 2007, Музеј Прадо (шп. Museo del Prado)
- Године 2008, Кристална кула (шп. Torre de Cristal)
- Године 2009, Магична кутија (шп. Caja Mágica)

#### Небодери
Мадрид никада није био познат по облакодерима. Њихова изградња је започела тек крајем XIX и почетком XX века и ти први објекти припадају Art Nouveau правцу у архитектури. Најпре су настајале у улици Gran Vía, и међу њима је највиша била Зграда Метрополис (шп. el Edificio Metrópolis), изграђена 1910. године.
Листа зграда које су биле проглашене за највише:
- 1910-1921.: Edificio Metrópolis, 45m
- 1921-1929.: Palacio de la Prensa, 61m
- 1929-1953.: Edificio Telefónica, 89,3m
- 1953-1957.: Edificio España, 117m
- 1957-1988.: Torre de Madrid, 142m
- 1988-2007.: Torre Picasso, 157m
- 2007-2008.: Torre Espacio, 230m
- 2008: , 249m
- 2008: , 250m

### Паркови
Мадрид је познат и по великом броју паркова који се налазе у њему.

#### El Capricho de la Alameda de Osuna
Природне лепоте једног од најпознатијих паркова Мадрида, баште Хир Аламеде од Осуне (шп. El Capricho de la Alameda de Osuna), омогућавају да уживате у сензуалности сваког дела те баште. Уметници су изградили павиљоне, фонтане и водопаде који су допринели лепоти овог простора богатог разним врстама зеленила, и омогућили посетиоцима незабораван боравак. Карактерише га жбуње и дрвеће различитих боја, и тако формира живописну, љубавну, прелепу, пролећну башту. Изузетни су и примерци храста, бора, чемпреса, тисе, кедра и банане. Такође, у овој башти може се, чак, наићи и на дивље животиње попут птица као што су косови, голубови, детлићи, сенице, црни лабудови и патке. Присутни су и сисари попут црвене веверице, ровчице и мишева.

#### Parque del Buen Retiro
 један је од највећих паркова у граду Мадриду. Парк је припадао шпанској монархији све до краја 19. века, када је постао јавни парк. Овај парк, као што му и само име каже, представља место у коме се можете опустити, осамити, одвојити од остатка света и уживати. Првенствено је припадао комплексу Real Sitio del Buen Retiro palace, а 1632. године краљ Филип IV (шп. Felipe IV) саградио је палату као летњиковац за краљевску породицу. Парк је првобитно био изван градских зидина, али је данас потпуно ограђен Мадридом. Сто тридесет хектара велики краљевски парк отворен је 1868. године за јавност.
Пошто је преузео своју улогу као јавни парк крајем 19. века, почео се користити као место за разне међународне изложбе. Неколико објеката остало је као сведочанство таквих догађаја, укључујући „Рударску зграду“, познату као Веласкез палата (енгл. Velázquez Palace), архитекте Рикарда Веласкеза Боска, који је пројектовао и Кристалну палату (шп. Palacio de Cristal), стаклени павиљон, несумњиво најнеобичнији објекат са вртовима.

##### Шеталиште статуа
Шеталиште статуа (шп. Paseo de las Estatuas) представља део парка украшен неким од статуа краљева из „Краљевског двора”, извајаних између 1750. и 1753. године.
Данас постоје уметничке галерије у Кристалној палати (шп. Palacio de Cristal) и Веласкесовој Палати (енгл. Velázquez Palace).
У парку се такође налази и Шума несталих (шп. El bosque de Ausentes), меморијални споменик у знак сећања на 191 жртву напада у Мадриду 11. марта 2004. године.

### Образовање
Мадрид је универзитетски град. У њему се налазе Универзитет Комплутенсе, Мадрид (UCM) који је 1508. отворен у предграђу Алкале де Енарес, а од 1836. је премештен у Мадрид, Универзитет Комиљас (1982), Политехнички Универзитет (UPM, 1971). Независни универзитет (UAM, 1968), Универзитет Карлос III (UC3M, 1989) и Универзитет Краљ Хуан Карлос (1996). Овде се налазе Краљевска шпанска академија, Академија уметности, природних и друштвених наука.

### Опера
Краљевско позориште (шп. Teatro Real), у Мадриду налази се испред “Краљевског Двора”, између два трга, од Трга Исабеле II (шп. Plaza de Isabela II) и Трга де Ориенте (шп. Plaza de Oriente). Ова област Мадрида, у којој се налази Краљевско позориште, је најцентралнија и као таква има одличан приступ главним знаменитостима и споменицима у граду.
Од свог оснивања 1850. године па до данас позориште је било предмет сталних, политичких промена, грађевинских проблема и низа реновирања. Иако је првобитно било сцена за дела лирске продукције, такође је било домаћин скупштинских заседања, а чак је и коришћено као плесна дворана током 20. века. Када је поново отворено 1997. године, оно поново постаје, као што је и краљица Изабела II (шп. Isabela II) првобитно желела, дом опере у Мадриду.
Године 1818, “Градско веће Мадрида” наручило је од архитекте Антониа Лопеза Агуада да дизајнира будуће “Краљевско позориште”. Међутим, изградња је претрпела озбиљна кашњења и велике неуспехе, од којих је један довео до заустављања радова на чак 13 година.
Током свог дугог и разноврсног живота, оно није само било место за приказивање уметничко-сценских наступа. Такође је било барутни магацин, парламентарна дебатна комора, а коришћено је и као импровизована касарна током Шпанског грађанског рата(шп. Guerra Civil). И коначно, након што је “Краљевска Уредба” издала рок од шест месеци за завршавање изградње ове грађевине, позориште је отворено на дан када је краљица, која је била велики љубитељ опере, прослављала свој рођендан, 19. новембра 1850. године. Најважнији појединци високог мадридског друштва имали су част да присуствују свечаном отварању и чују Доницетијеву „Ла Фавориту“ (итал. ”La favorite”) која је изабрана да отвори овај догађај.
Више од седамдесет година, позориште је заузимало веома важно и истакнуто место на европској оперској сцени, захваљујући низу великих извођача који су у њему наступали и приказивали своје опере. Године 1863, сам Ђузепе Верди је по први пут баш у овом позоришту извео своју познату оперу „Моћ судбине“.
Од 1868. године, након прогона Католичке краљице, назив позоришта промењен је у Teatro Nacional de la Opera. А оно „краљевско“ у свом имену вратиће доласком Алфонса XII (шп. Alfonso XII) на власт. Временом је позориште почело да доживљава проблеме, претрпело је пожар 1867. године, као и политички колапс 1925, што је утицало да се оно коначно затвори, а последња опера која је изведена била је „Боеми“ (фр. La boheme) Мигела Флета (шп. Miguel Fleta) и Матилде Ревенга(шп. Matilde Revenga).
Привремено напуштајући своје оперске корене, Краљевско позориште било је домаћин 14. Песме Евровизије 1969. године. Извођачи су морали да се такмиче за превласт на сцени са упечатљивом металном скулптуром створеном од стране водећег шпанског надреалистичког уметника, Салвадора Далија.
Од свог поновног отварања 11. октобра 1997. године делима Мануела де Фаље, балетом „Тророги шешир“ и опером „Храбар живот“, Краљевско позориште је постепено повећало приказивање домаћих, шпанских опера, мада то није зауставило приказивање изванредних страних.
Приказивање властитих опера представља најважнију понуду позоришта, наравно заједно са страним, општепознатим и популарним операма. То је оно што Театро реал чини тако успешним и цењеним.

### Спорт
У Мадриду се налазе фудбалски клубови Реал Мадрид и Атлетико Мадрид.

#### Реал Мадрид
Реал Мадрид (шп. Real Madrid Club de Fútbol) је један од најпознатијих шпанских клубова. Седиште му је смештено у главном граду Шпаније, Мадриду. Основан је 6. марта 1902. Наступа у Првој лиги Шпаније (шп. Primera División) од формирања лиге 1928. до данас, без испадања у нижи ранг такмичења. 
Тим игра у белим дресовима по чему је и добио надимак „Бели“ (шп. Los merengues). Утакмице играју на стадиону „Сантијаго Бернабе”, који је отворен 1947. године. Сам стадион је добио назив по највећем председнику у историји клуба, Сантјагу Бернабеу Хестеу. Капацитет стадиона је 85.454 седећих места. Фудбалски клуб Реал Мадрид, према ФИФИ, проглашен је најбољим клубом 20. века.

#### Атлетико Мадрид
ФК Атлетико Мадрид шп. Club Atlético de Madrid је шпански фудбалски клуб, такође из Мадрида. Тренутно се такмичи у Првој лиги Шпаније. Своје домаће утакмице клуб игра на стадиону Винсенте Калдерон, који има капацитет од 54.960 седећих места.

### Улице
Улица Алкала је шопинг улица која се простире од трга Пуерта дел Сол и води у правцу предграђа Алкала де Енарес. Између тргова Пуерта дел Сол и Плаза де Сибелес налазе се репрезентативне грађевине.
Пасео дел Прадо је веома широка улица која води од железничке станице Аточа до трга Плаза де Сибелес. У њој се налазе велики хотели и музеј Прадо.
Пасео де ла Кастељана је најважнија улица Мадрида, а почиње на тргу Плаза де Колон (Plaza Colón) и иде у правцу севера.
Гран Вија је улица у којој се налази велики број биоскопа, модних продавница и шпанско телефонско удружење Телефоника.
По улици Уертас названа је читава четврт у којој су живели и радили познати писци као што су Сервантес, Лопе де Вега, Кеведо или Гонгора. Осим места, за њих је заједничко и време, јер су они били писци, песници и драматурзи шпанског Златног века. Ово је једна од најважнијих пешачких зона.

## Познате личности
- Андрес Мануел дел Рио (шп. Andrés Manuel del Río), научник
- Федерико Чуека (шп. Federico Chueca), композитор сарсуели
- Фернандо Труеба (шп. Fernando Trueba), филмски редитељ
- Франсиско де Кеведо (шп. Francisco de Quevedo), писац
- Лопе де Вега (шп. Lope de Vega), драмски писац реформатор позоришта
- Тирсо де Молина (шп. Tirso de Molina), писац
- Хуан Карамуел (шп. Juan Caramuel), сколастик, математичар и филозоф
- Хуан Грис (шп. Juan Gris), сликар
- Мариа Гереро (шп. María Guerrero), позоришна глумица
- Франсиско Ајала (шп. Francisco J. Ayala), биолог[21]

## Партнерски градови
- Буенос Ајрес
- Абу Даби
- Асунсион
- Пекинг
- Берлин
- Богота
- Бордо
- Брисел
- Будимпешта
- Каракас
- Град Гватемала
- Хавана
- Ла Паз
- Лима
- Лисабон
- Манагва
- Манила
- Мексико Сити
- Монтевидео
- Москва
- Њујорк
- Нуакшот
- Панама
- Кито
- Праг
- Рабат
- Рио де Жанеиро
- Сан Хосе
- Сан Хуан
- Сан Салвадор
- Сантијаго де Чиле
- Санто Доминго
- Сарајево
- Софија
- Тегусигалпа
- Триполи
- Варшава
- Малабо
- Атина
- Дамаск
- Мајами

## Галерија
- Младе племкиње, Дијега Веласкеса
- Нага Маја, Франсиска де Гоје
- Краљевска палата и вртови
- Краљевско позориште
- Статуа Карлоса III
- Универзитет Компултенсе у Мадриду
- Врата Алкале
- Gran Vía
- Река Манзанарес
- Музеј Краљица Софија
- Музеј Тисен-Борнемиса
- Краљевски арсенал
- Зграда Метрополис
- Институт Сервантес у Мадриду
- Народна библиотека Шпаније
- Стадион Сантјаго Бернабеу
- Мадридска арена
- Универзитет Компултенсе
- Нови терминал(број 4) на аеродрому Барахас у Мадриду